# Махеддін Халеф
Махеддін Халеф (араб. محيي الدين خالف, нар. 7 січня 1944 — 10 грудня 2024) — алжирський футбольний тренер, відомий роботою з національною збірною Алжиру.

## Тренерська робота
Уперше очолив національну команду влітку 1979 і пропрацював з нею трохи більше року. За цей час у тандемі з югославським спеціалістом Здравко Райковим керував алжирцями на розіграші Кубка африканських націй 1980, де вони сягнули фіналу, в якому поступилися збірній Нігерії.
Пізніше того ж року керував олімпійською збірною Алжиру на Олімпійських іграх у Москві, де його підопічні вийшли з групи, проте у чвертьфіналі поступилися югославам.
За два роки, у березні 1982, Халефа знову запросили тренувати національну збірну Алжиру, яка готувалася до участі у тогорічному чемпіонаті світу в Іспанії. Під час фінальної частини мундіалю працював знову у парі, цього разу з Рашидом Меклуфі. Очолювана цим тандемом тренерів африканська команда у першій груповій грі сенсаційно здолала чинних чемпіонів Європи збірну ФРН (2:1), згодом програла матч проти австрійців (0:2), а в останньому турі перемогла збірну Чилі (3:2), що давало їй чудові шанси на вихід до наступної стадії. Проте до наступного кола змагань алжирці не потрапили, оскільки в останній грі групового турніру, скандальному матчі між збірними Австрії і ФРН, було зафіксовано перемогу останньої з рахунком 1:0. Це був один з небагатьох рахунків, який забезпечував вихід до другого раунду обох європейських команд (значна перемога ФРН залишала б за його бортом австрійців, а нічия або поразка німців виключала б з подальшої боротьби їх). Тож після відкриття рахунку німцями на 10-й хвилині гри встановився рахунок, що влаштовував обидві команди-учасниці, які відтоді почали відверто догравати матч.
Утретє і востаннє Халеф працював зі збірною Алжиру 1984 року.

## Титули і досягнення
- Срібний призер Кубка африканських націй: 1980
- Бронзовий призер Кубка африканських націй: 1984